# Великое (Ровненская область)
Великое (укр. Велике) — село в Подлозцевской сельской общине Дубенского района Ровненской области Украины.
Население по переписи 2001 года составляло 40 человек. Почтовый индекс — 35132. Телефонный код — 3659. Код КОАТУУ — 5623886702.

## История
В 1946 г. Указом Президиума ВС УССР село Великие Рыканы переименовано в Великое.
До 2020 года входило в Млиновский район.